# Gare de Belfort
Ne doit pas être confondu avec Gare de Belfort - Montbéliard TGV.
La gare de Belfort, parfois appelée gare de Belfort-Ville, est une gare ferroviaire française, située à proximité du centre-ville de Belfort, dans le département du Territoire de Belfort, en région Bourgogne-Franche-Comté.
Elle est mise en service en 1858, par la Compagnie des chemins de fer de l'Est. C'est une gare de la Société nationale des chemins de fer français (SNCF), desservie par des trains express régionaux (TER).

## Situation ferroviaire
La gare de Belfort est située au point kilométrique (PK) 442,682 de la ligne de Paris-Est à Mulhouse-Ville, entre les gares ouvertes des Trois-Chênes et de Petit-Croix, et au PK 501,557 de la ligne de Dole-Ville à Belfort. Son altitude est de 358 mètres.
La gare est également l'origine de la ligne de Belfort à Delle, qui se poursuit en Suisse par la ligne Delémont - Delle, vers Porrentruy, Delémont et Bienne.
Les trois sections de lignes initialement électrifiées forment une étoile ferroviaire à trois branches :
- au nord-ouest, vers la Haute-Saône (gares de Lure et de Vesoul) et vers Paris (ligne de Paris-Est à Mulhouse-Ville, dont l'électrification s'interrompt cependant à la sortie nord de la gare de Belfort) ;
- au sud-ouest, vers la Franche-Comté (en direction des gares de Besançon-Viotte et de Dole-Ville, sur la ligne de Dole-Ville à Belfort) ;
- à l'est, vers l'Alsace (ligne de Paris-Est à Mulhouse-Ville, en direction de la gare de Mulhouse-Ville).

Ainsi, la gare se trouve à la jonction entre le réseau électrifié et la ligne de Paris à Belfort qui ne l'est pas. Les trains assurant la liaison de Paris à Mulhouse doivent ainsi changer de mode de traction en gare de Belfort.
Depuis la branche est, la ligne de Belfort à Delle se détache juste après la traversée de la Savoureuse, au PK 444,248. Cette ligne, à son tour électrifiée dans les années 2010, relie Belfort à Delle, jonction avec la ligne suisse Delémont - Delle. Fin 2018, les 19,887 km antérieurement neutralisés de la partie française sont remis en service, assurant de nouveau la connexion entre les réseaux suisses et français à Delle, avec notamment la desserte de la gare de Belfort - Montbéliard TGV.

## Histoire
La ligne de Paris à Mulhouse, via Belfort, est concédée le 20 septembre 1853 à la Compagnie du chemin de fer de Paris à Strasbourg, qui devient la Compagnie des chemins de fer de l'Est avant le début des travaux des sections permettant la desserte de Belfort. La mise en service d'une gare provisoire à Belfort intervient le 15 février 1858, avec l'ouverture de la section de Dannemarie à Belfort qui permet déjà des relations avec Mulhouse et Bâle. Deux mois plus tard, le 26 avril 1858, la mise en service de la section de Vesoul à Belfort permet la circulation des trains sur l'intégralité de la ligne entre Paris et Bâle, via Mulhouse.
Avec l'ouverture de la ligne de Besançon à Belfort, le 1er juin 1858, par la Compagnie des chemins de fer de Paris à Lyon et à la Méditerranée (PLM), la gare prend de l'importance et devient une gare commune aux compagnies de l'Est et du PLM. Au mois de juillet, elle se révèle déjà trop petite, notamment du fait du nombre important de wagons ; la presse locale relève que « Quelquefois jusqu'à 500 wagons sont garés le même jour », et qu'il faut « fermer les passages à niveau jusqu'à 20 fois par jour et parfois plus pour effectuer les manœuvres ».

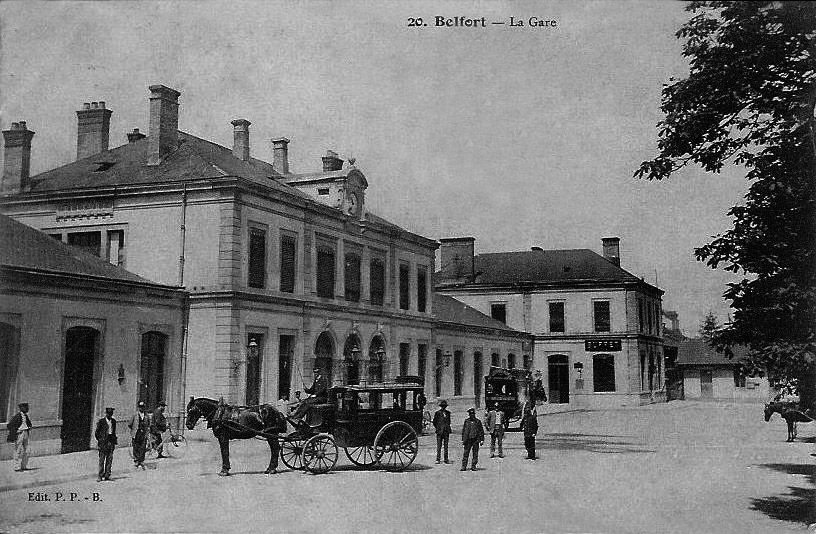
La première gare, vers 1900.

La Compagnie de l'Est commence la construction de la gare dès 1856 ; en 1864, elle édifie un bâtiment voyageurs suivant l'un de ses plans modèles. En 1868, Adolphe Joanne décrit la gare comme étant « l'une des plus élégantes de la ligne » ; il indique également qu'elle possède un buffet. L'emplacement de ce bâtiment, prévu au bout du faubourg de France, ne fut pas facilement accepté par la municipalité, qui préférait une plus proche proximité avec la porte de France afin de ne pas déséquilibrer le schéma urbain, ni par les autorités militaires, qui prévoyaient de le situer dans un polygone défensif.
Après la guerre de 1870, d'autres projets se concrétisent et de nouvelles lignes sont mises en service par la Compagnie de l'Est. En 1876, l'ouverture de la ligne de Belfort à Delle permet de nouvelles relations avec la Suisse. La ligne de Belfort à Giromagny, via Bas-Évette, est inaugurée le 1er juillet 1883.
La Chambre de commerce s'inquiète dès 1873 du manque d'importance de la gare par rapport au trafic, notamment celui des marchandises, mais les conditions financières imposées par la Compagnie et la Première Guerre mondiale font échouer un premier projet établi en 1904. En 1923, les tractations reprennent ; un avant-projet est établi en 1926, et c'est finalement en 1933 que débute une reconstruction de l'ensemble des bâtiments suivant les plans établis par M. Bernaut, l'architecte en chef de la Compagnie de l'Est. Le bâtiment voyageurs, mis en service en 1934, est réalisé dans « un style plus contemporain qui emprunte tout à la fois au nord de la France, avec un habillage de brique et un beffroi-horloge, et à la décoration tunisienne ».

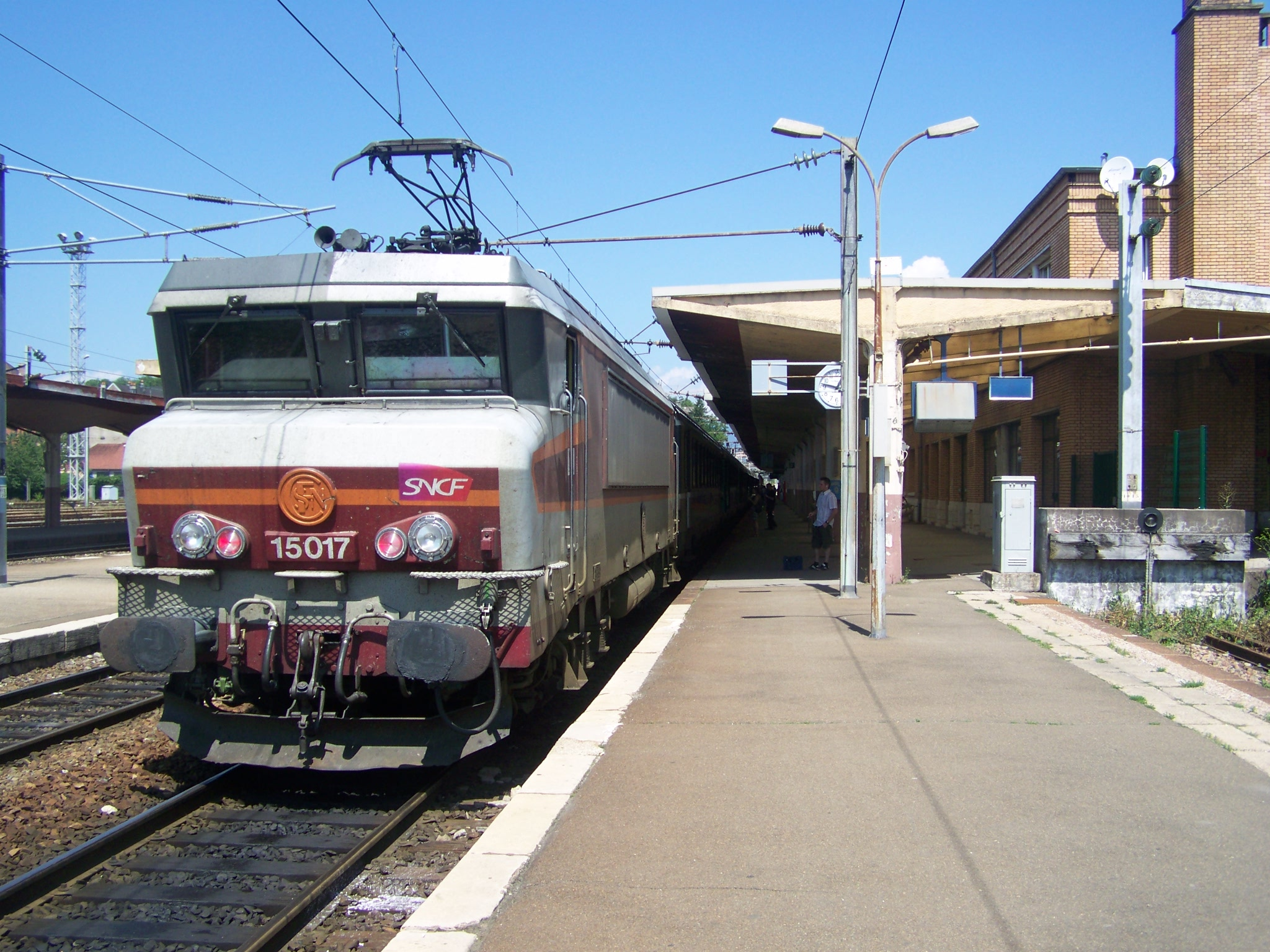
Accrochage, sur un train Lyon – Strasbourg, d'une BB 15000. Cette manœuvre était réalisée avant le.

Les voies sont électrifiées depuis 1970. Avant la mise en service de la LGV Rhin-Rhône le 11 décembre 2011, la gare était desservie par des trains « Grandes Lignes » (GL) entre Strasbourg et Lyon. La configuration des voies nécessitait un rebroussement, ou, plus récemment, le décrochage de la locomotive de tête et le raccrochage d'une nouvelle locomotive en queue pour faire repartir le train vers le sud. Le problème ne se pose plus aujourd'hui, les TGV entre Strasbourg et le sud s'arrêtant désormais en gare de Belfort - Montbéliard TGV.
Par arrêté du 29 janvier 2014 du préfet de la région Franche-Comté, les façades avec les marquises qu'elles supportent, les toitures de l'ensemble des corps de bâtiments de la gare et en totalité la halle des messageries ainsi que le bâtiment abritant le vestibule des voyageurs ont été inscrits au titre des monuments historiques ; cette inscription est abrogée et transformée en classement le 15 juillet 2015.
Le 8 décembre 2018 (« journée portes ouvertes » précédant le service commercial normal), la ligne de Belfort à Delle rouvre au service voyageurs. Pour ce dernier, elle avait été totalement fermée en 1992. Cette ligne permet de rejoindre la gare TGV en 10 minutes, ainsi que Delle (puis la Suisse par correspondance : Delémont et Bienne).

### Chronologie
- 1858 : le 15 février, mise en service de la gare de Belfort, par la Cie de l'Est (ouverture de la section Dannemarie – Belfort)[4].
- 1858 : le 1er juin, les trains de la Cie du PLM arrivent en gare avec l'ouverture de la ligne de Belfort à Besançon[6].
- 1864 : construction du bâtiment voyageurs[8], suivant un modèle type de la compagnie de l'Est.
- 1934 : reconstruction des bâtiments de la gare, sur les plans de l'ingénieur en chef de la compagnie de l'Est, M. Bernaut.

## Fréquentation
De 2015 à 2024, selon les estimations de la SNCF, la fréquentation annuelle de la gare s'élève aux nombres indiqués dans le tableau ci-dessous.
| Année                      | 2015      | 2016      | 2017      | 2018      | 2019      | 2020    | 2021      | 2022      | 2023      | 2024      |
| -------------------------- | --------- | --------- | --------- | --------- | --------- | ------- | --------- | --------- | --------- | --------- |
| Voyageurs                  | 1 159 439 | 1 059 616 | 1 146 193 | 1 006 802 | 1 124 537 | 775 926 | 908 286   | 1 245 496 | 1 294 166 | 1 552 041 |
| Voyageurs et non voyageurs | 1 449 299 | 1 324 520 | 1 432 781 | 1 258 503 | 1 405 671 | 969 907 | 1 135 358 | 1 556 870 | 1 617 707 | 1 940 051 |

## Service des voyageurs

### Accueil
Gare de la SNCF, elle dispose d'un bâtiment voyageurs ouvert tous les jours. Celui-ci est équipé d'un accueil (ouvert du lundi au samedi de 5 h à 22 h 30, et le dimanche et les jours fériés de 6 h 15 à 22 h 30), de guichets (ouverts du lundi au vendredi de 9 h 50 à 18 h 30, le samedi de 9 h 50 à 17 h 30, et le dimanche et les jours fériés de 13 h à 18 h 30), d'automates pour l'achat de titres de transport, d'un hall d'attente et de divers services, notamment une boutique de presse et un buffet (en projet de réouverture).

### Desserte

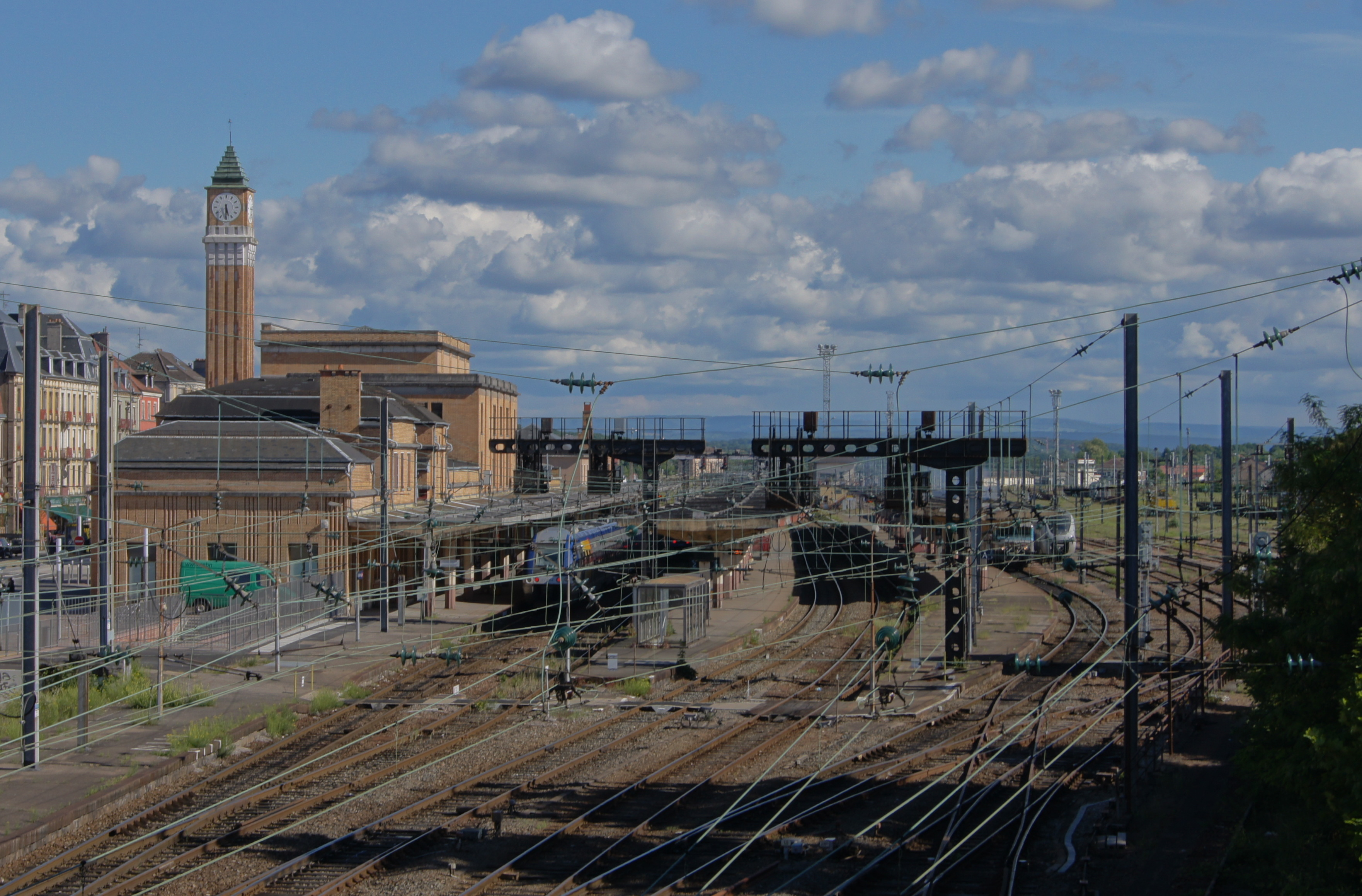
La gare, vue depuis le pont Michelet, en mai 2014. Sur la voie 1, une navette ZGC pour Mulhouse. Sur la voie 2, un autorail X 73500 en partance pour Épinal. Sur la voie 5, un, tracté par une CC 72100, en attente de départ pour Paris-Est. Sur la voie la plus à droite, la rame d'essai.

Belfort est une gare des réseaux TER Bourgogne-Franche-Comté et TER Grand Est, desservie par des trains régionaux qui effectuent des missions entre les gares de : Paris-Est et Belfort (via Troyes) ou Mulhouse-Ville ; Belfort et Montbéliard, Besançon-Viotte, Lons-le-Saunier, Bourg-en-Bresse ou Lyon-Perrache ; Belfort et Vesoul ou Épinal ; Mulhouse-Ville et Belfort ; Belfort et Meroux — halte TER jouxtant la gare de Belfort - Montbéliard TGV — ou Delle (correspondance pour Delémont et Bienne).

#### Eurockéennes de Belfort
La gare connaît une forte pointe du trafic voyageurs lors du festival des Eurockéennes, car en partent les navettes gratuites à destination de la gare de Bas-Évette (située à quelques centaines de mètres de l'entrée du festival). En 2018, les navettes sont assurées par un couplage de deux rames AGC (X 76500) de la région Bourgogne-Franche-Comté. Le temps de trajet est d'environ 16 minutes.

### Intermodalité

#### Réseau urbain
Un parking, un dépose-minute et un parc à vélos sont disponibles à ses abords.
Le réseau de transports en commun Optymo du Territoire de Belfort dessert la gare, dont elle est un pôle d'échanges. Trois lignes urbaines s'y croisent, à savoir les lignes 1, 2 et 3. La ligne 3 permet de rejoindre la gare de Belfort - Montbéliard TGV en 20 min. La ligne X est une ligne entre Belfort et Montbéliard par l'autoroute. Une station de vélos en libre-service est installée, ainsi que des arceaux à vélo. Un parking-relais est aménagé à gauche du bâtiment principal.

#### Liaison interdépartementale
La ligne 610 du réseau Mobigo dessert la gare.

## Service des marchandises
Cette gare est ouverte au service du fret.

## Galerie de photographies

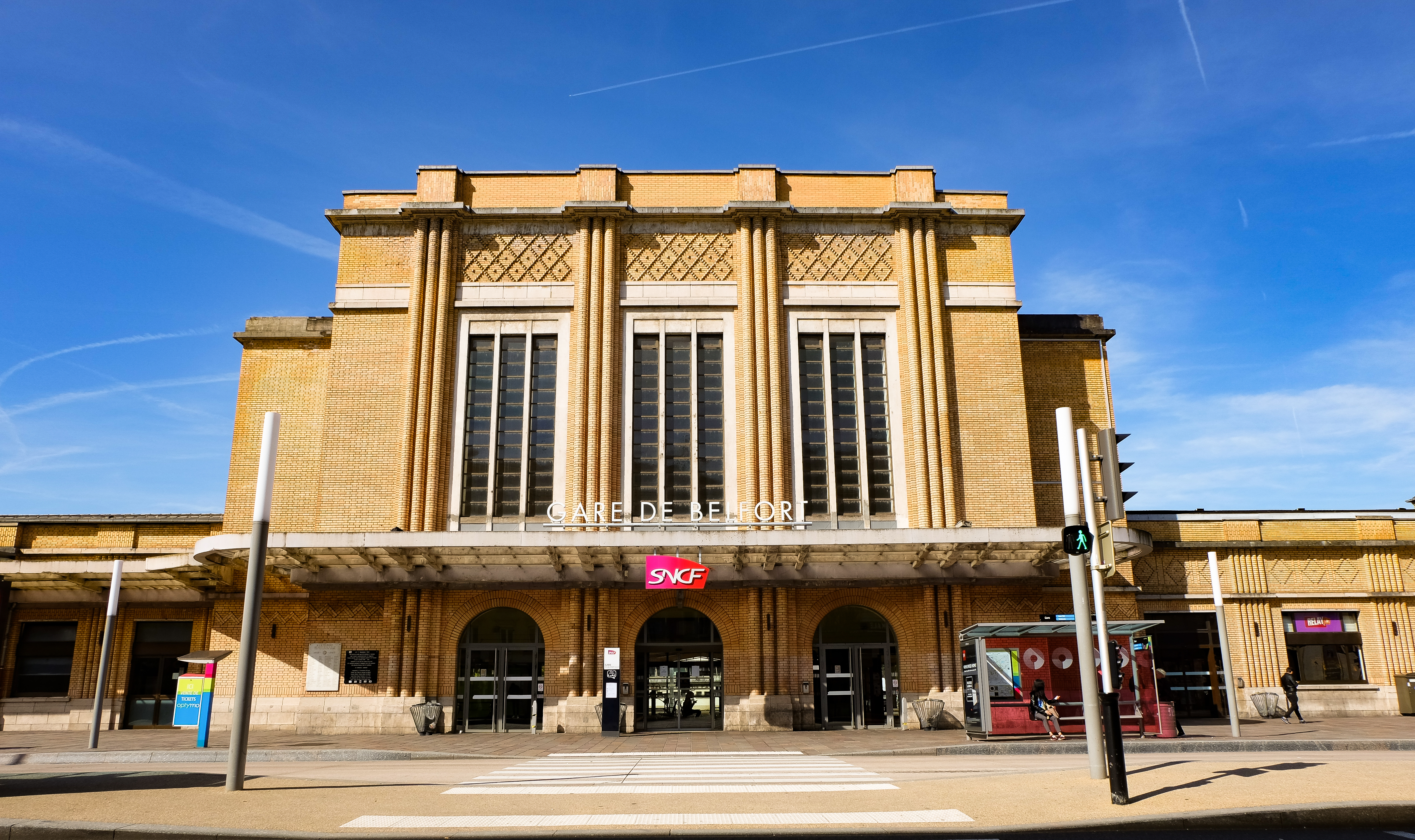
Façade principale de la gare.
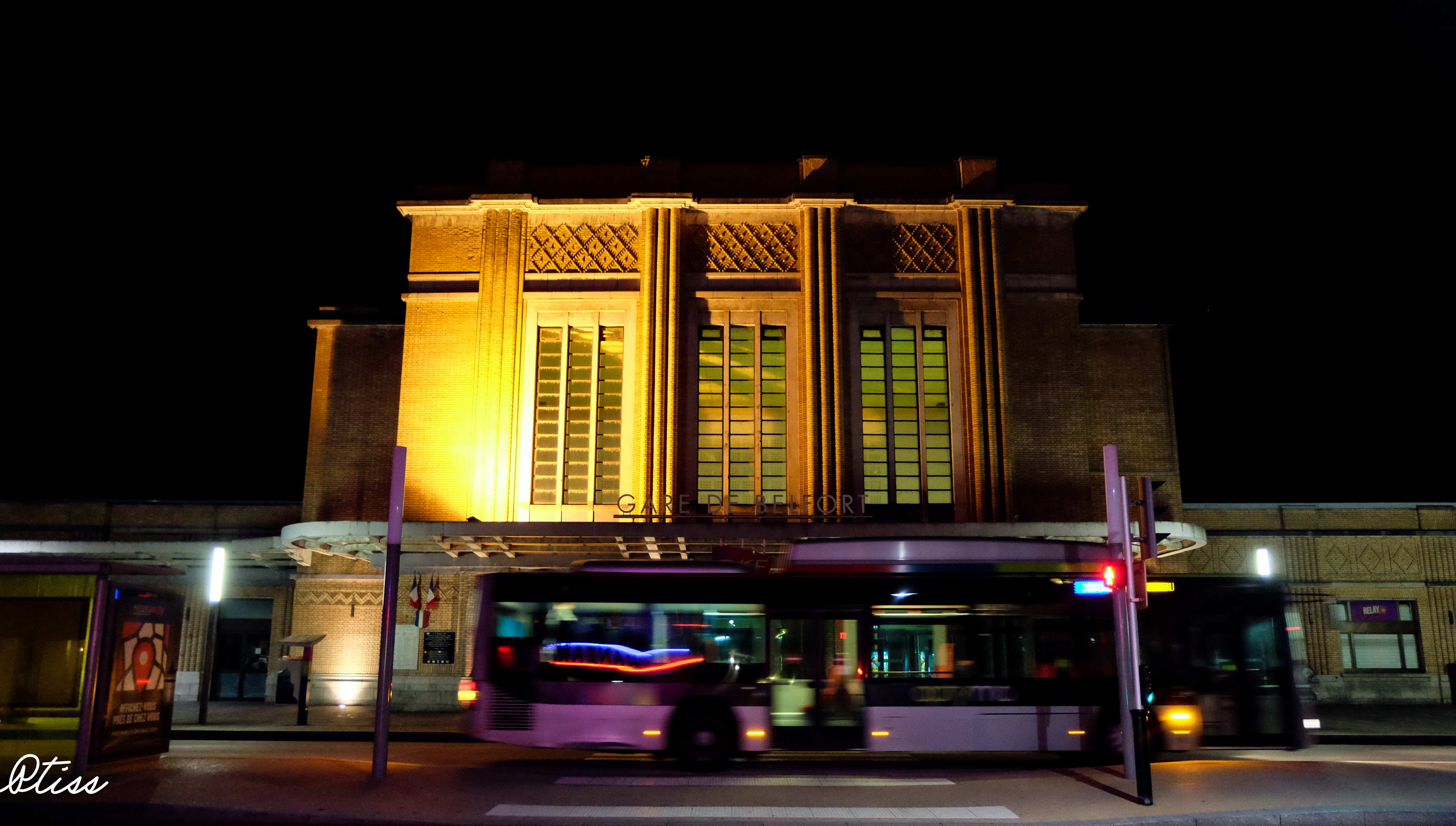
Façade de la gare, la nuit.
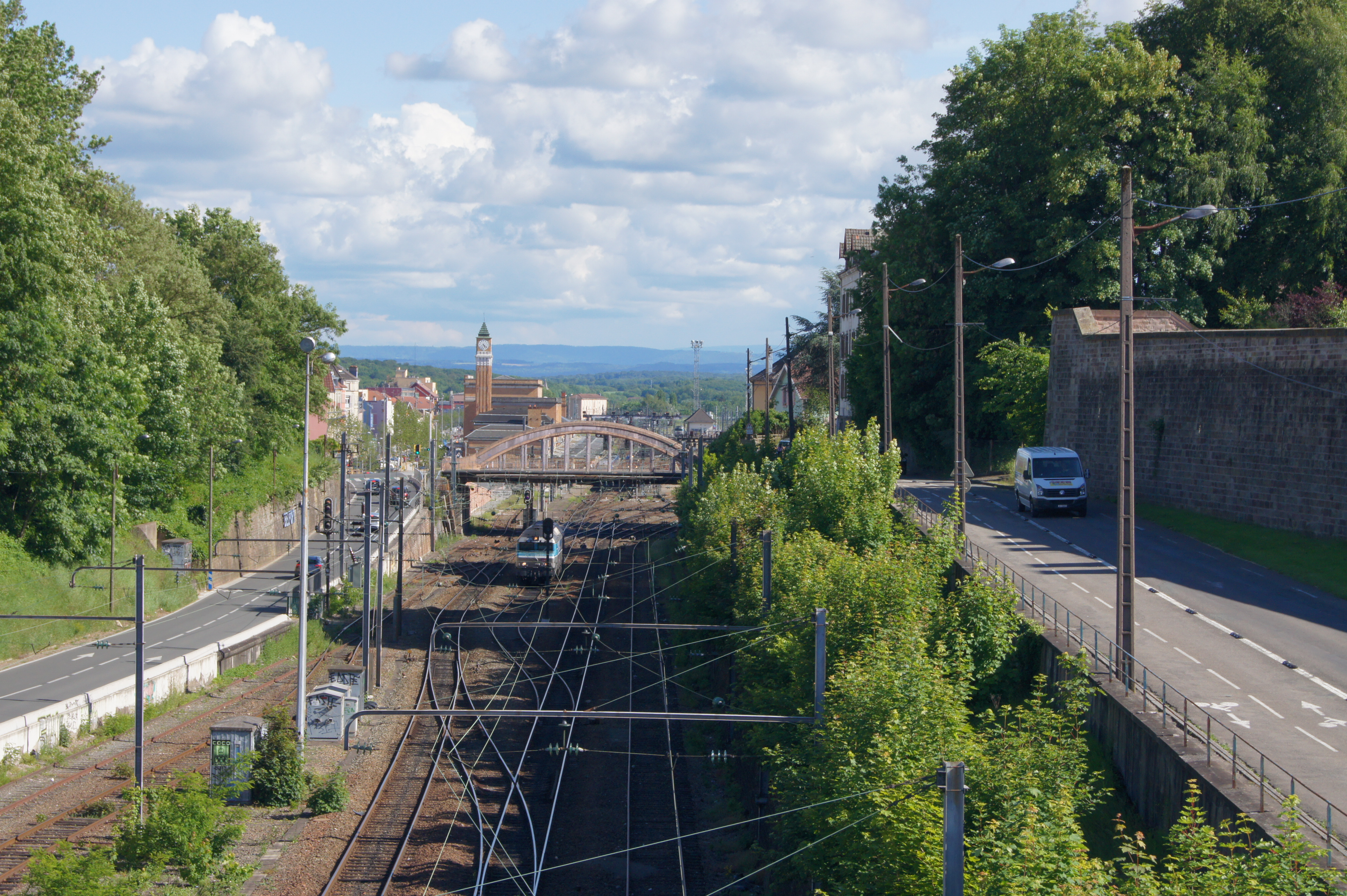
La gare, vue depuis la passerelle piétonne jouxtant le pont André-Boulloche. Au premier plan, les voies en direction de Paris-Est ou d'Épinal.
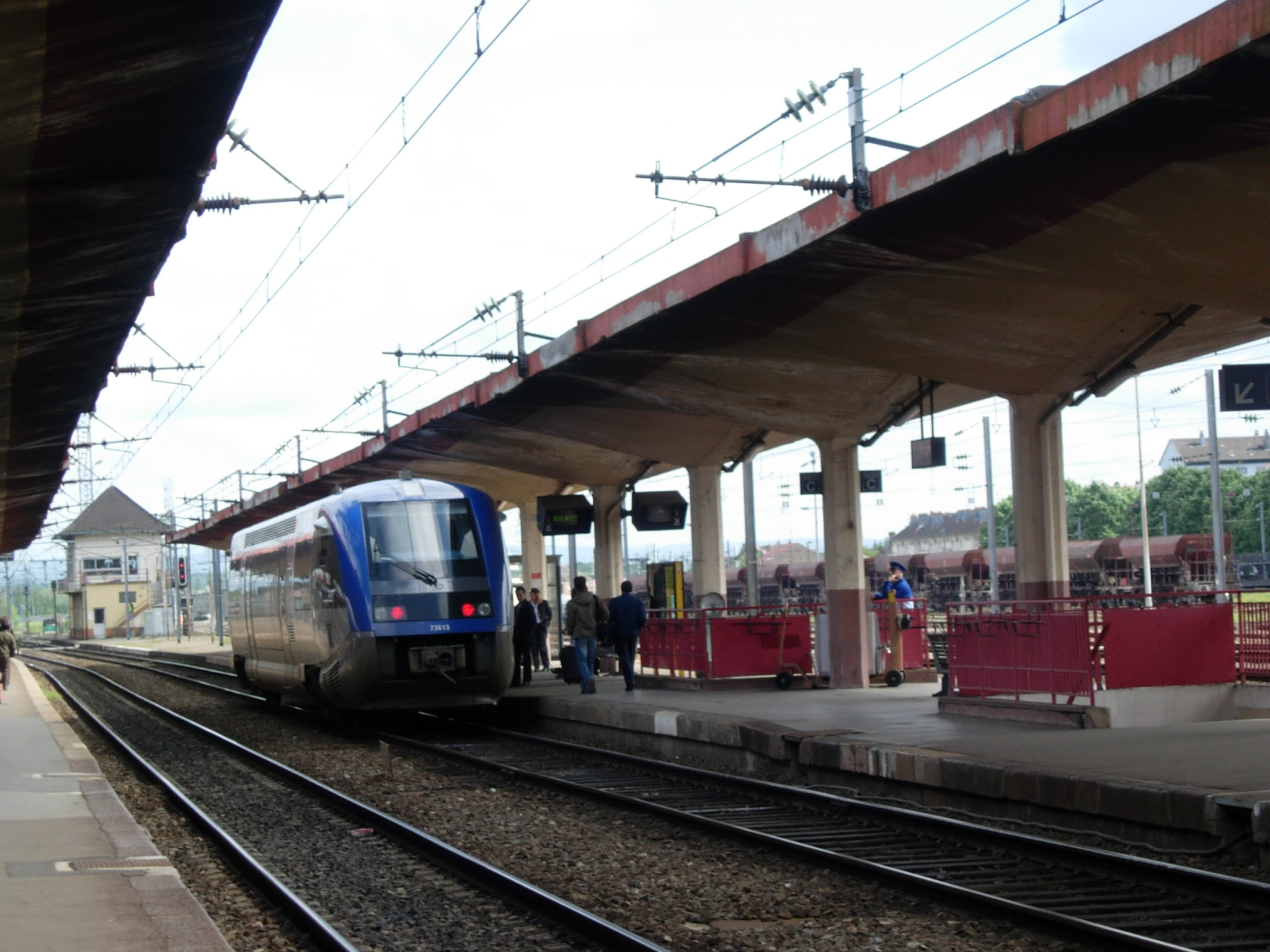
Un train TER (rame X 73500), stationnée à quai.